# 斯特朗峰
79°56′S 82°18′W / 79.933°S 82.300°W
斯特朗峰（英語：Strong Peak），是南極洲的山峰，位於埃爾斯沃思地，處於帕里什峰西南面6公里，屬於企業山的一部分，美國地質調查局根據測量和該國海軍的空中照片繪入地圖，現時由南極條約體系管理。